# Вилла Максенция
Вилла Максенция (итал. Villa di Massenzio) — обширная загородная вилла древнеримской эпохи на третьем километре Аппиевой дороги. Комплекс состоит из трёх основных сооружений: дворца, цирка и мавзолея.

## Дворец
Первые строения на этом месте относятся к концу республиканского периода (I в. до н. э.). Вилла перестраивалась и расширялась в I и II вв. н. э. Предполагается, что во II в. н. э. она принадлежала Героду Аттику, который владел обширным поместьем Триопион (Triopius) в этой местности (см. парк Кафарелла). В начале IV в. узурпатор Максенций начал масштабную перестройку виллы в свой дворец. Тогда же рядом были сооружены цирк и мавзолей. Криптопортик соединял дворец с императорской ложей цирка. Однако была ли перестройка закончена и жил ли Максенций на своей вилле, неизвестно.

## Цирк
Длина цирка — 513 м, ширина — до 91 м, вместимость оценивается в 10 тысяч человек. Цирк ориентирован с востока на запад, на восточном его конце находились триумфальные ворота, через которые появлялся победитель, а на западном — загоны для лошадей. У историков нет единого мнения, зачем Максенцию понадобилось возводить столь масштабное сооружение вдали от города. Свидетельств об  использовании цирка по назначению не сохранилось. Согласно одной из версий, цирк (то есть сооружение для конных состязаний) был построен для траурных мероприятий, посвящённых погребению сына Максенция Валерия Ромула. Цирк Максенция сохранился лучше, чем какой-либо иной древнеримский цирк. Различимы двенадцать загонов, откуда выпускали колесницы, сохранился разделительный барьер (spina), две башни, судейская трибуна, императорская ложа и другие элементы.

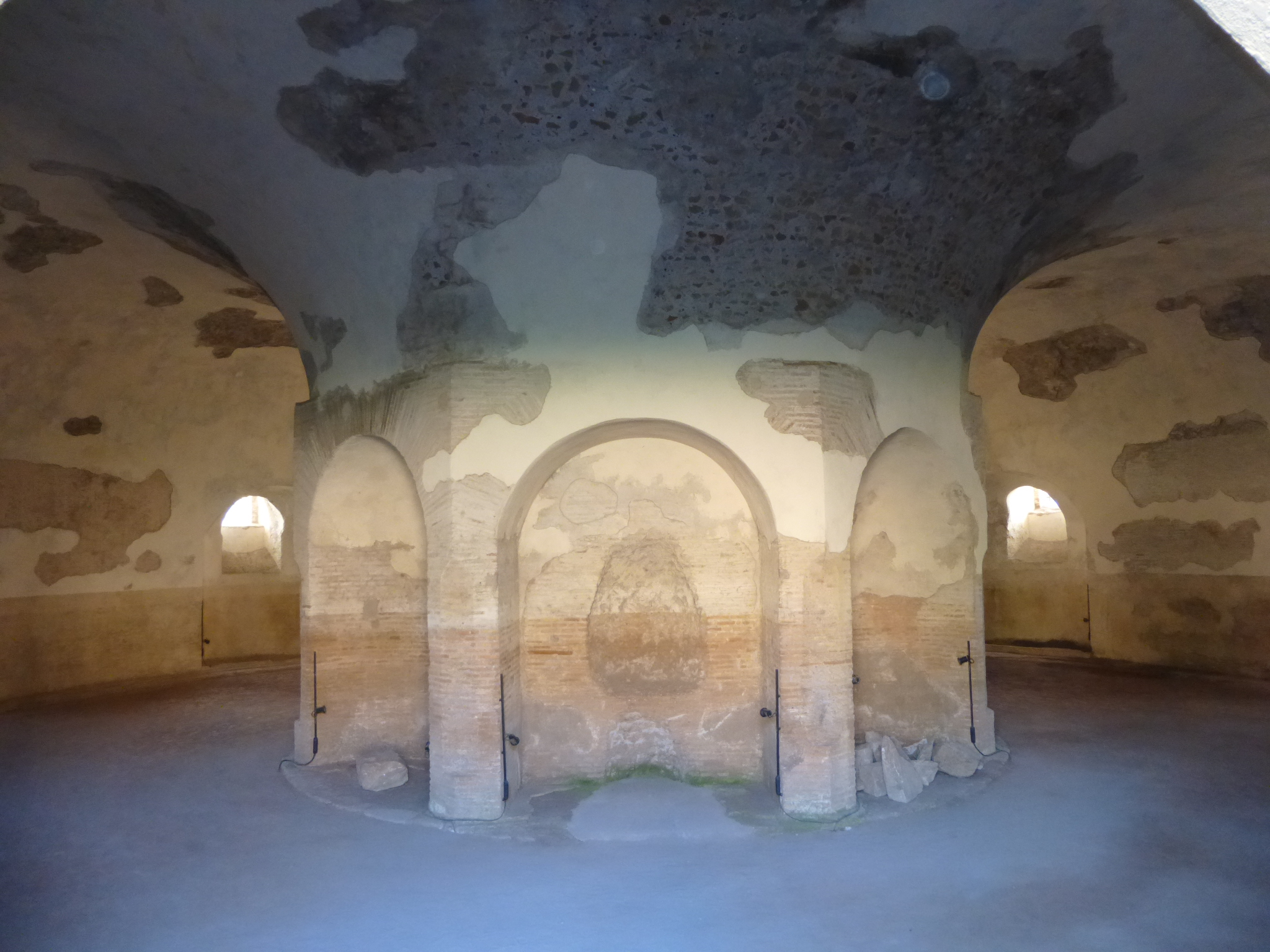
Интерьер мавзолея

### Обелиск Домициана
В 309 году Максенций перевёз на виллу псевдоегипетский обелиск, выполненный по заказу Домициана в 80 г. н. э. и стоявший в храме Исиды и Сераписа на Марсовом поле. Максенций установил обелиск в качестве украшения на разделительном барьере цирка. В раннем Средневековье обелиск упал и раскололся. В 1648-49 гг. отремонтирован и возвращён с виллы Максенция на Марсово поле, где увенчал «Фонтан Четырёх рек» на Пьяцца Навона. 

## Мавзолей
Непосредственно на Аппиеву дорогу выходит сооружение, известное как мавзолей Ромула (гробница Ромула). Круглая, ранее, вероятно, увенчанная куполом, усыпальница диаметром 30 м стоит в центре прямоугольной площади, которая окружена остатками крытого портика (100×125 м по внешней стороне). Считается, что в мавзолее был погребён сын и соправитель Максенция Валерий Ромул, умерший в 309 году в возрасте пятнадцати-шестнадцати лет. Однако, исходя из масштабов сооружения, историки полагают, что мавзолей строился как семейная усыпальница. Постройка долгое время использовалась как конюшня. В XIX веке к мавзолею был пристроен фермерский дом.